# Børsa
Børsa is een plaats in de Noorse gemeente Skaun in de provincie Trøndelag. Børsa telt 734 inwoners (2007) en heeft een oppervlakte van 0,83 km². Børsa was tot 1965 een zelfstandige gemeente in de toenmalige provincie Sør-Trøndelag. 

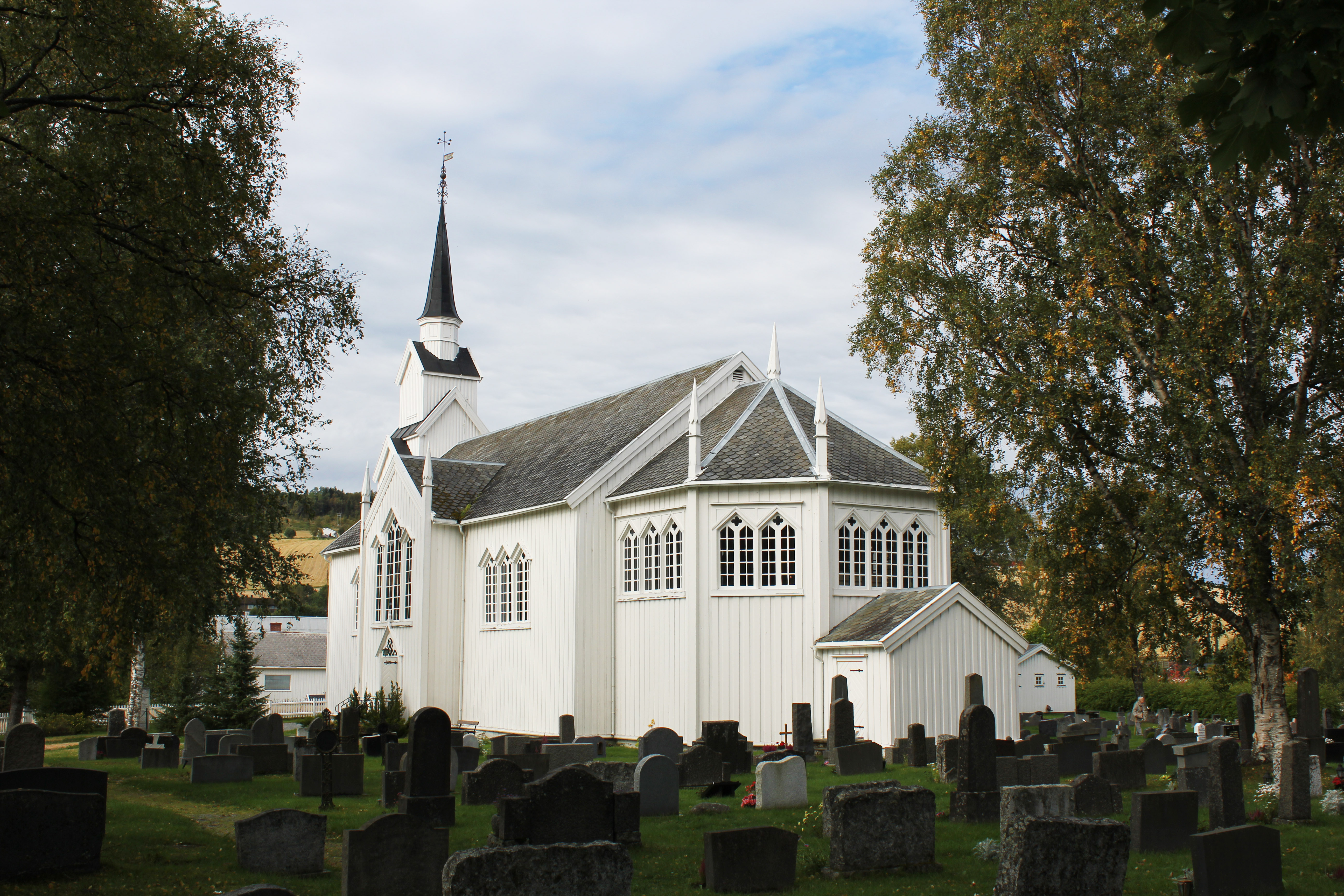
Børsa kirke

Børsa bestaat nog als parochie van de Noorse kerk. De parochie maakt deel uit van het decanaat Orkdal binnen het bisdom Nidaros. De parochiekerk, gebouwd in 1857, is een kruiskerk die ontworpen werd door Christian Heinrich Grosch. 

## Geboren in Børsa
- Kari Aalvik Grimsbø (1985), handbalster